# Moncloa Football Club
El Moncloa Football Club fou un club de futbol de Madrid de començaments de segle xx.
Va ser fundat l'abril de 1902.
Desaparegué l'any 1907 en ser absorbit pel Madrid Foot-Ball Club.